# Dương Ngọc Hải
Dương Ngọc Hải – wietnamski zapaśnik w stylu wolnym.
Brązowy medalista igrzysk i mistrzostw Azji Południowo-Wschodniej w 1997 roku.